# Gerhard Leuschner
Gerhard Leuschner (* 1936) ist ein deutscher Sozialarbeiter, Supervisor, Ausbilder von Supervisoren und Fachbuchautor.

## Leben
Gerhard Leuschner absolvierte ein Studium der Sozialpädagogik mit dem Abschluss Diplomsozialarbeiter. 1964 wurde er Geschäftsführer der Akademie für Jugendfragen und qualifizierte sich als Trainer für Gruppendynamik (DAGG), als Supervisor (DGSv), Balint-Gruppenleiter sowie als Lehrsupervisor. Er nahm eine wichtige Rolle im Aufbau einer Ausbildung von Supervisoren und deren professioneller Positionierung im deutschsprachigen Raum ein.
Leuschner gründete 1984 in Münster das Fortbildungsinstitut für Supervision (FiS), eine der ersten Ausbildungsstätten für Supervision in Deutschland, das auch bei der Gründung der Deutschen Gesellschaft für Supervision (DGSv) beteiligt war. Die theoretischen Grundlagen orientierten sich dabei an angewandter Psychoanalyse, angewandter Gruppendynamik und angewandter Organisationssoziologie. Das Institut wird heute geleitet von Elisabeth Gast-Gittinger, Monika Maaßen und Inge Zimmer-Leinfelder.
Im Rahmen der 1993 von ihm mitgegründeten Fachzeitschrift Forum Supervision (ISSN 0942-0045) gibt Leuschner eine eigene Buchreihe heraus.

## Werke (Auswahl)
- mit Heinz J. Kersting (Hrsg.), Lothar Krapohl (Hrsg.): Diagnose und Intervention in Supervisionsprozessen (= Schriften des Instituts für Beratung und Supervision, Band ), Aachen 1988, ISBN 3-9801175-2-9.
- mit Wolfgang Boettcher (Hrsg.): Lehrsupervision. Beiträge zur Konzeptionsentwicklung (= Heinz J. Kersting (Hrsg.), Schriften zur Supervision, Band 1), 2., durchges. und drucktechnisch verb. Aufl., Aachen 1990, ISBN 3-9801175-9-6.

### Herausgeberschaft der ReiheForum Supervision
- mit Wolfgang Weigand (Hrsg.): Qualitätssicherung durch Supervision – Qualität von Supervision. 3. Deutscher Supervisionstag 1997 Celle (= Forum Supervision, Sonderheft, Nummer 2), Tübingen 1998.
- mit Gerhard Wittenberger (Hrsg.): Unbewußtes in Institution (= Forum Supervision, Nummer 13, Jahrgang 7), Tübingen 1999.
- mit Gerhard Wittenberger (Hrsg.): Supervision im Umbruch? (= Forum Supervision, Nummer 14, Jahrgang 7), Tübingen 1999.
- mit Gerhard Wittenberger (Hrsg.), Lothar Nellessen (Autor) u. a.: Rollenidentifikation in sozialen Dienstleistungsberufen (= Forum Supervision, Heft 16, Jahrgang 8), Frankfurt am Main 2000, .
- mit Gerhard Wittenberger (Hrsg.), Jürgen Hardt (Autor): Innere und äußere Realität (= Forum Supervision; Heft 17, Jahrgang 9), Frankfurt am Main 2001.
- mit Gerhard Wittenberger (Hrsg.), Manfred Kappeler (Autor) u. a.: Supervision und Psychoanalyse. Gerhard Wittenberger zum 60. Geburtstag (= Forum Supervision, Heft 18, Jahrgang 9), Frankfurt am Main 2001.
- mit Gerhard Wittenberger (Hrsg.) Ruth Remmel-Faßbender (Autorin) u. a.: Zeit als Faktor in der Supervision (= Forum Supervision, Heft 19, Jahrgang 10), Frankfurt am Main 2002.
- mit Gerhard Wittenberger (Hrsg.), Jörg Gogoll (Autor) u. a.: Supervision – ein Weg in die Selbständigkeit? (= Forum Supervision, Heft 20, Jahrgang 10), Frankfurt am Main 2002.
- mit Gerhard Wittenberger (Hrsg.), Angelica Lehmenkühler-Leuschner (Hrsg.): Aspekte dynamischer Psychologie in Gruppen und Organisationen. 10 Jahre FoRuM Supervision, Frankfurt am Main 2003, (= Forum Supervision; Heft 21, Jahrgang 11)
- mit Gerhard Wittenberger (Hrsg.), Allan Guggenbühl (Hrsg.): Supervision in interkultureller Perspektive (= Forum Supervision, Heft 22, Jahrgang 11), Frankfurt am Main 2003.
- mit Gerhard Wittenberger (Hrsg.), Jürgen Kreft (Hrsg.): Schule und Supervision (= Forum Supervision, Heft 23, Jahrgang 12), Frankfurt am Main 2004

### Beiträge in Sammelwerken
- Gedanken zur Rolle des Lehrsupervisors. In: Akademie für Jugendfragen Münster (Hrsg.): Supervision im Spannungsfeld zwischen Person und Institution, Lambertus-Verlag, Freiburg im Breisgau 1979, ISBN 3-7841-0184-4 (Dokumentation von Kongress Supervision 1979), S. 50–65.
- Fragen zum gesellschaftlichen Standort von Supervision. In: Heinz J. Kersting (Hrsg.), Lothar Krapohl (Hrsg.), Gerhard Leuschner (Hrsg.): Diagnose und Intervention in Supervisionsprozessen (= Schriften des Instituts für Beratung und Supervision, Band), Aachen 1988, ISBN 3-9801175-2-9, S. 8–22.
- Aspekte einer Konzeption von Lehrsupervision. In: Wolfgang Boettcher (Hrsg.), Gerhard Leuschner (Hrsg.): Lehrsupervision. Beiträge zur Konzeptionsentwicklung (= Heinz J. Kersting (Hrsg.), Schriften zur Supervision, Band 1), Aachen 1989, ISBN 3-9801175-3-7, S. 112–130.
- mit Johannes Schaaf: Angewandte Gruppendynamik in der Teamsupervision und Organisationsberatung – ein Arbeitsbericht. In: Heinz J. Kersting (Hrsg.), Lothar Krapohl (Hrsg.), Gerhard Leuschner (Hrsg.): Diagnose und Intervention in Supervisionsprozessen (= Schriften des Instituts für Beratung und Supervision, Band), Aachen 1988, ISBN 3-9801175-2-9, S. 81–99.
- Institutionskompetenz und Felderfahrung für das somatische Krankenhaus. In: Maija Becker-Kontio (Hrsg.), Agnes Kimmig-Pfeiffer (Hrsg.) u. a.: Supervision und Organisationsberatung im Krankenhaus. Erfahrungen – Analysen – Konzepte (= Veröffentlichungen der Deutschen Gesellschaft für Supervision e.V.), Weinheim, München 2004, ISBN 3-7799-1786-6.